# Kavinia
Kavinia Pilát (kolcóweczka) – rodzaj grzybów z rodziny Lentariaceae. W Polsce występuje jeden gatunek.

## Charakterystyka
Grzyby kortycjoidalne o bazydiokarpie rozpostartym, rozproszonym. Hymenofor hydnoidalny (kolczasty), brzeg włóknisty z ryzomorfami. System strzępkowy monomityczny, strzępki cienkościenne lub grubościenne, ze sprzążkami, zwykle gładkie. Cystyd brak. Podstawki maczugowate, 4-sterygmowe ze sprzążką bazalną. Bazydiospory wrzecionowate do prawie cylindrycznych, o lekko pogrubionych ściankach i cyjanofilnych brodawkach.
Kavinia makroskopowo charakteryzuje się rozpostartymi owocnikami, mikroskopowo wrzecionowatymi bazydiosporami pokrytymi cyjanofilnymi brodawkami. Jest powiązana z Hydnocristella, ale filogenetycznie i morfologicznie ta ostatnia różni się gładkimi bazydiosporami.

## Systematyka i nazewnictwo
Pozycja w klasyfikacji według Index Fungorum: Lentariaceae, Gomphales, Phallomycetidae, Agaricomycetes, Agaricomycotina, Basidiomycota, Fungi.
Polską nazwę nadał Władysław Wojewoda w 1999 r.
Gatunki:
- Kavinia alboviridis (Morgan) Gilb. & Budington 1970 – kolcóweczka białozielonawa
- Kavinia chacoserrana Robledo & Urcelay 2017
- Kavinia globispora Natarajan & Koland. 1985
- Kavinia salmonea Boidin & Gilles 2000
- Kavinia vivantii Boidin & Gilles 2000

Wykaz gatunków i nazwy naukowe na podstawie Index Fungorum. Nazwy polskie według Władysława Wojewody.